# Батальон за комуникационна и информационна поддръжка
Батальонът за комуникационна и информационна поддръжка е военно формирование на сухопътните войски на Република България с дислокация в София.

## История
Батальонът за комуникационна и информационна поддръжка е създаден на 1 юли 2022 година със заповед № ОХ-031/18.04.2022 г. на министъра на отбраната на Република България и във връзка с постановление № 183 на Министерския съвет от 07.05.2021 г. за приемане на план за развитие на въоръжените сили на Република България до 2026 г.

## Командир
подполковник Андон Шумчев

## Учения
- Двустепенно командно-щабно учение „БАЛКАН 22“ – октомври 2022 г.[2][3]
- "Defensive Shield 23" - май, 2023 г., NSTA
- "Pirin Sentinel 23" - юни, 2023 г., Корен
- "CWIX 2024" - юни, гр.Бидгошч, Полша
- „BALKAN WALL 25”, “BALKAN SENTINEL 25”, "Defender 25" - май-юни, 2025 г., Корен
- "CWIX 2025" - юни, гр.Бидгошч, Полша

## Техника
Батальон КИП разполага със съвременна цифрова комуникационна и информационна техника. През 2022 г. батальона придоби комплексни комуникационни апаратни (ККА) и командно-щабни машини (КЩМ). ККА и КЩМ са най-новата техника, която е въведена в експлоатация в българската армия. Същите дават възможност за обмен на глас, данни и видео по сателитни, радиорелейни, HF и UHF радио канали и по оптични линии.
Батальона използва най-съвременните HF и UHF радиостанции на L3HARRIS, чрез които може да се обменя информация със скорост до 120 Kbps по HF радиоканал и до 5Mbps по UHF радиоканал.
В батальона за комуникационна и информационна поддръжка беше получена най-съвременна техника (радиостанции последно поколение на L3HARRIS и софтуер за командване и управление). За работа с новопридобитата техника се проведе 6 седмичен курс на обучение и 2 седмици системна интеграция на оборудването. Обучението се проведе от представители на L3Harris и Милтех ЕООД. 